# アイ・ティ・エス
株式会社アイ・ティ・エス（略称：ITS, 英名：INTERNATIONAL TELEVISION SYSTEM）は、1973年から2008年まで存在した吉本興業の子会社で、主にテレビ・ラジオ番組やコンテンツの企画およびポストプロダクションを行った制作プロダクションである。
2007年10月1日に株式会社よしもとクリエイティブ・エージェンシーに吸収合併され、吉本興業が持株会社制に移行したことに伴い、同社の制作・営業統括本部が係わっていたタレントマネジメント・制作・営業統括部門を子会社として設立し、番組制作事業の従業員の大半は、この新会社に移した。同社の子会社だったアイ・ティ・エスは事実上消滅した。

## 所属スタッフ

### 現在
プロデューサー
- 森見純

チーフディレクター
- 白川圭介

ディレクター
- 谷垣和歌子
- 廣田弥生

AD
- 金琴實
- 三浦博文
- 蓮岡幸樹
- 松田真奈

### 過去

#### ゾフィープロダクツに移籍したスタッフ
- 紺田啓介（チーフディレクター）
- 新谷洋介（ディレクター）
- 山下純平（ディレクター）
- 石田耕平（ディレクター）
- 藤原真美（ディレクター）
- 渡邊恒史（ディレクター）
- 真鍋理恵（AP）
- 田上佳世（AD）
- 影山輝之（AD）

#### その他
- 奥正孝（元プロデューサー/ディレクター）⇒ウエルカム取締役／現：大学教員・NHKのど自慢のディレクター奥正孝）
- 坂本丈一（ディレクター）
- 久野貴史（ディレクター／現：フリー）
- 小坂 武（ディレクター）
- 西谷好弘（ディレクター）
- 笹部 香（ディレクター）
- 大谷真也（ディレクター）
- 田道（ディレクター）
- 土屋良介（ディレクター）
- 谷口仁則（ディレクター／現：株式会社ウォークオン代表者）
- 木谷綾子（ディレクター／現：株式会社スパイスファクトリー）
- 徳原由華（AD／現：株式会社ウォークオン）
- 吉井大二郎（AD／現：株式会社ウォークオン）

## 主な制作実績

### テレビ番組

#### 1973年 - 1979年
- お笑い花月劇場（朝日放送、吉本興業 1973年4月5日 - 1984年6月）
- あっちこっち丁稚（朝日放送、吉本興業 1975年4月6日 - 1983年9月18日、日曜笑劇場 枠）
- 花の駐在さん（朝日放送、吉本興業 1976年4月5日 - 1984年3月28日、日曜笑劇場 枠）
- 花月爆笑劇場（毎日放送、吉本興業 1975年4月 - 1989年）

#### 1980年代
- 三枝のドバーッとファイト!!（毎日放送、吉本興業 1983年4月22日 - 9月30日）
- やっさんのはちゃめちゃ捕物帖（朝日放送、吉本興業 1983年9月25日 - 1984年7月1日、日曜笑劇場 枠）
- さんまの駐在さん（朝日放送、吉本興業 1985年4月7日 - 1986年10月5日、日曜笑劇場 枠）
- 八方の楽屋ニュース（朝日放送、吉本興業 1986年5月 - 1998年9月24日、ナイトinナイト 枠・木曜日担当）
- The ハタラケ興業（朝日放送、吉本興業 1986年10月12日 - 1987年3月29日、日曜笑劇場 枠）
- 4時ですよ〜だ（毎日放送、吉本興業 1987年4月6日 - 1989年9月29日）
- 素敵!KEI-SHU5（関西テレビ、吉本興業 1987年11月2日 - 1989年3月17日）

#### 1990年代
- 三枝の激闘スタジアム（関西テレビ、吉本興業 1990年10月6日 - 1991年9月28日）
- 松ちゃん浜ちゃんの純情通り三番地（朝日放送、吉本興業 1991年10月6日 - 1992年3月29日、日曜笑劇場 枠）
- ファンキーモンキー寛平先生がゆく!（朝日放送、吉本興業 1992年4月5日 - 1994年3月27日、日曜笑劇場 枠）
- なんじゃそら三人組（朝日放送、吉本興業 1995年4月2日 - 2000年3月26日、日曜笑劇場 枠）
- よしもと麻雀倶楽部（サンテレビ、吉本興業 1997年4月 - 1999年3月）
- 吉本超合金（テレビ大阪、吉本興業 1997年10月8日 - 2000年7月2日）
- 八方・なるみの演芸もん（朝日放送、吉本興業 1998年10月1日 - 1999年9月30日、ナイトinナイト 枠・木曜日担当）
- ナンバ壱番館（朝日放送、吉本興業 1999年10月7日 - 2004年3月25日、ナイトinナイト 枠・木曜日担当）

#### 2000年 - 2007年9月
- ツッコメディ!痛快パラダイス（朝日放送、吉本興業 2000年4月2日 - 10月1日、日曜笑劇場 枠）
- 吉本超合金F（テレビ大阪、吉本興業 2000年7月9日 - 2002年9月29日）
- なんやモー目茶苦茶屋（朝日放送、吉本興業 2000年10月8日 - 2002年3月31日、日曜笑劇場 枠）
- べえぇす!（テレビ大阪、吉本興業 2000年11月4日 - 2001年9月22日）
- 特ダネ野郎えぇチーム（朝日放送、吉本興業 2002年4月7日 - 9月29日、日曜笑劇場 枠）
- 1、2、駐在さんダァ〜!!（朝日放送、吉本興業 2002年10月6日 - 2004年3月28日、日曜笑劇場 枠）
- ケンコバ大王〜吉本超合金K〜（テレビ大阪、吉本興業 2002年10月6日 - 2003年3月30日）
- 吉本もののけバラエティー 妖怪ブッサイくん（テレビ大阪、吉本興業 2002年10月9日 - 2003年3月26日）
- イタダキ娘（テレビ大阪、吉本興業 2003年4月14日 - 9月29日）
- 大阪フジワラリゾート（テレビ大阪、吉本興業 2003年4月20日 - 9月28日）
- 開運コメディ 今日も大吉!パンパンパン（朝日放送、吉本興業 2004年4月4日 - 2004年9月26日、日曜笑劇場 枠）
- フットボール汗（テレビ大阪、吉本興業 2004年4月7日 - 2005年3月30日）
- にこいち 〜スーパースター友情列伝〜（朝日放送、吉本興業 2004年4月8日 - 2005年3月31日、ナイトinナイト 枠・木曜日担当）
- なにわ人情コメディ 横丁へよ〜こちょ!（朝日放送、吉本興業 2004年10月3日 - 2007年9月30日、日曜笑劇場 枠）
- 麒麟の部屋（毎日放送、吉本興業 2007年4月10日 - 9月24日）

### ラジオ番組

#### 2000年 - 2007年9月
- よしもとエンタテイメントステーションGOYŌDA（ラジオ大阪、YES・fm、吉本興業 2003年1月 - 2006年3月）